# أوبل كورسا
أوبل كورسا (بالإنجليزية: Opel Corsa)‏ هو خط إنتاج سيارات صغيرة مقدم من شركة أوبل المملوكة لجنرال موتورز وقد بدأ إنتاجها في سنة 1982.
توجد أربع خطوط إنتاج تدعى من كورسا A إلى كورسا D.
وكانت أول فكرة لسيارة أوبل صغيرة ذات دفع أمامي وتصميم أول هيكل من الأسلاك المعدنية لها في عام 1969 ولكن إدارة شركة جينارال موتورز لم تتقبل فكرة سيارة ذات دفع أمامي في تلك الحقبة من الزمن، ولكن مصممو أوبل طوروا الفكرة ووضعوا تصميمات أخرى لهذه السيارة وكانت لم تسم كورسا بعد وكان يقال لها أوبل الصغيرة (Opel Junior (إلى أن اقتنعت جينارال موتورز بها فسميت أوبل كورسا وبدأ تصنيعها في عام 1982.

## نبذة
كورسا هي سيارة عائلية صغيرة الحجم قامت شركة أوبل الألمانية بإطلاقها عام 1982 بنسخة ثلاثة أبواب وخمسة أبواب، وبيعت هذه السيارة ذات السعر المقبول والاستهلاك المنخفض للوقود، من خلال عدد من شركات السيارات مثل شركة هولدن الأسترالية وفوكسهول موتورز البريطانية وشيفروليه الأمريكية، حيث تقوم أوبل بتصنيع هذه السيارة الصغيرة الآن في كل من إسبانيا ألمانيا
تتميز سيارة كورسا الجديدة بتصميم شبابي وعصري، يتمثل بغطاء محرك ذي خطوط نافرة وأضواء أمامية كبيرة عالية الأداء وشعار أوبل محاط بالكروم، بالإضافة إلى الصادم الرياضي الذي يحتوي على شبك تهوية طولي وأضواء ضباب مزينة بلمسات من الكروم، أما من الخلف فزودت كورسا 2013 بأضواء جميلة تمتد إلى الجوانب، وبباب صندوق أمتعة مدمج يحتوي على جناح صغير وضوء توقف، بالإضافة إلى صادم نافر بلون السيارة يحتوي على مخرج عادم بيضاوي على طرفه.
مقصورة أوبل كورسا 2013 مُزوّدة بمقود متعدد الاستعمالات يمكنك من التحكم بمستوى الصوت والمكالمات وعدة أمور أخرى، بالإضافة إلى شاشة تعمل باللمس لعرض الأنظمة المعلوماتية والترفيهية، وأزرار للتحكم بالنوافذ ونظام التكييف، ومداخلAUX وUSB لربط الأجهزة الذكية ومشغلات الموسيقى.

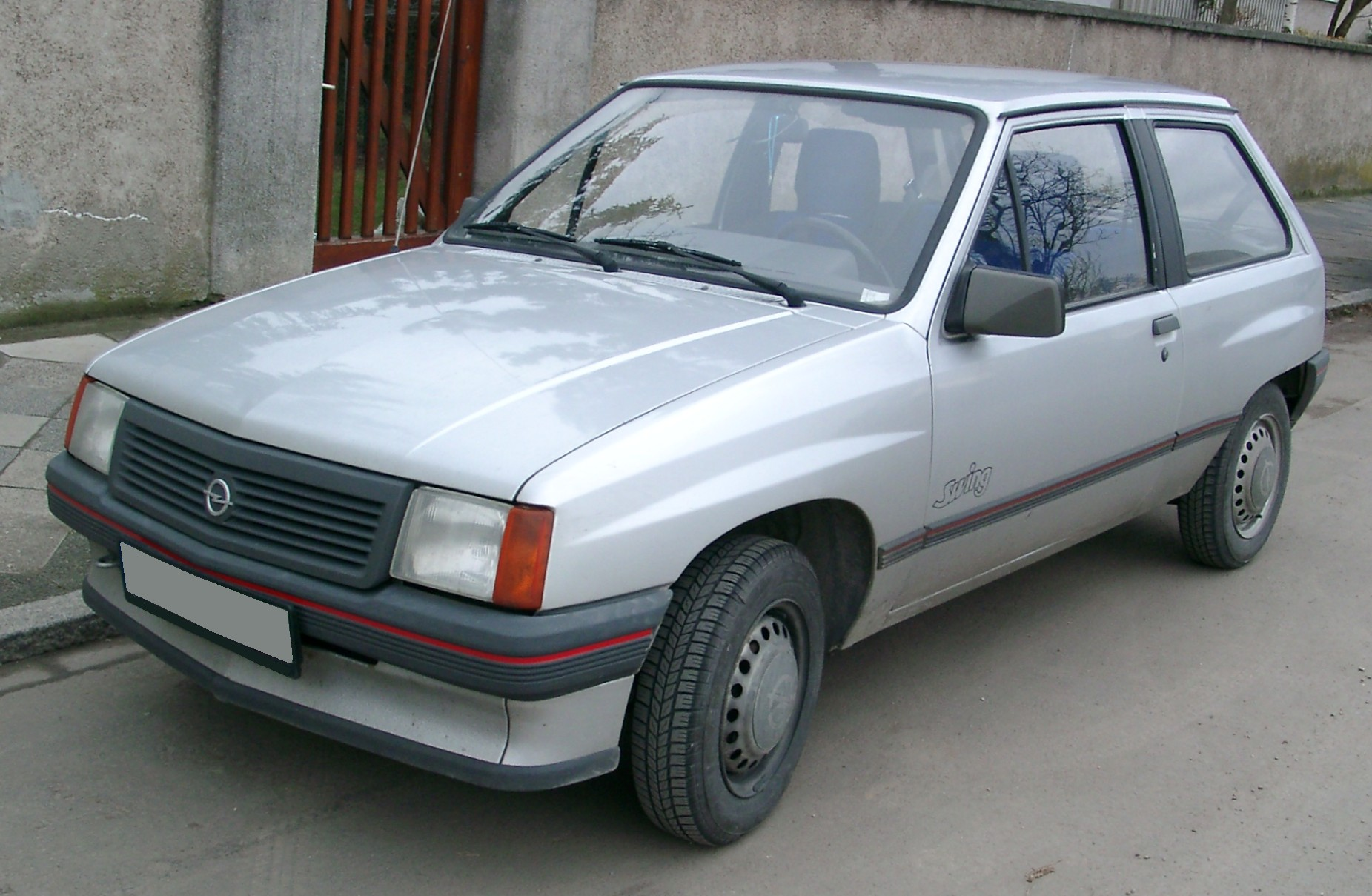
أوبل كورسا A 1982–1992
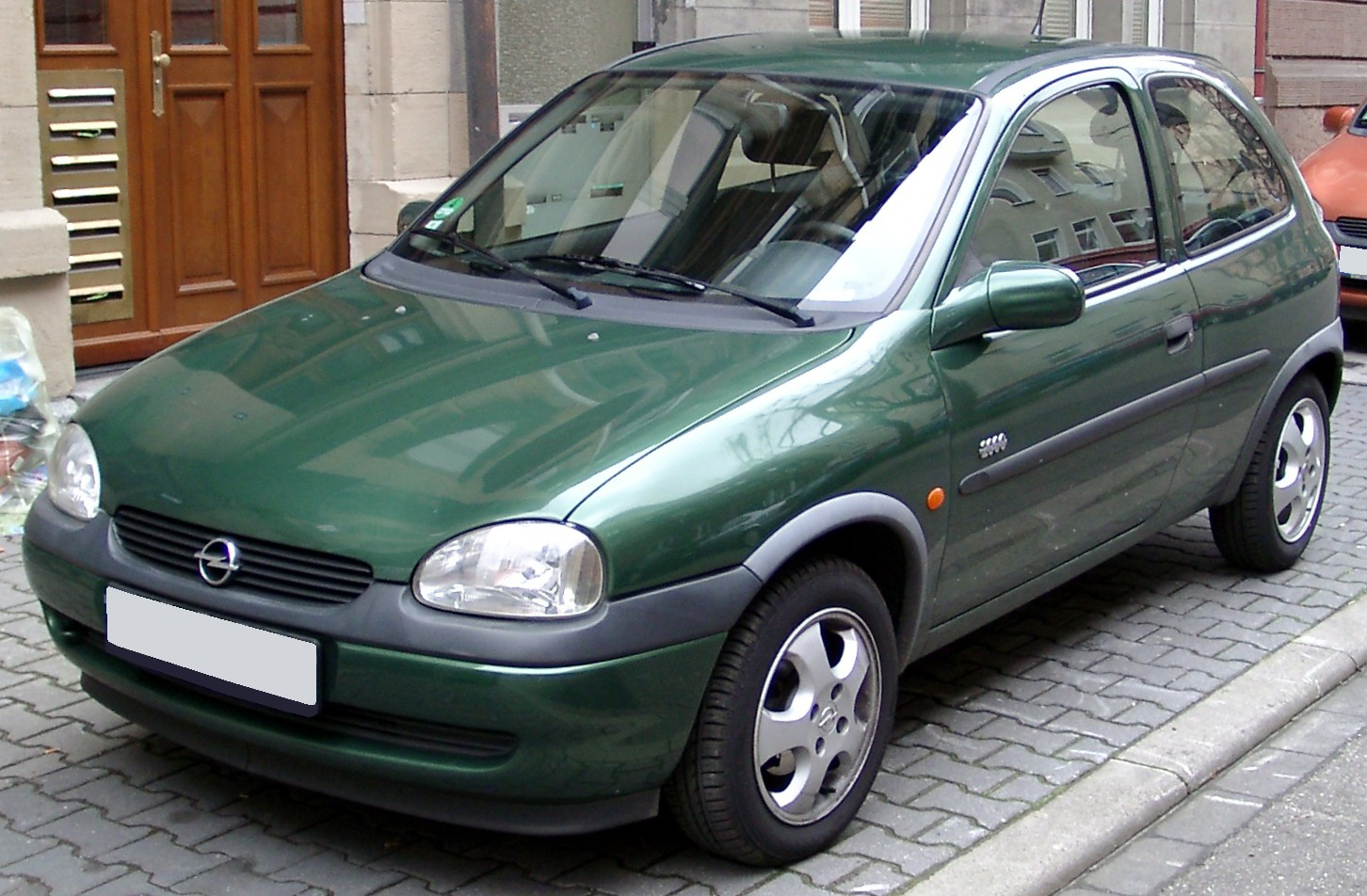
أوبل كورسا B 1993–2004
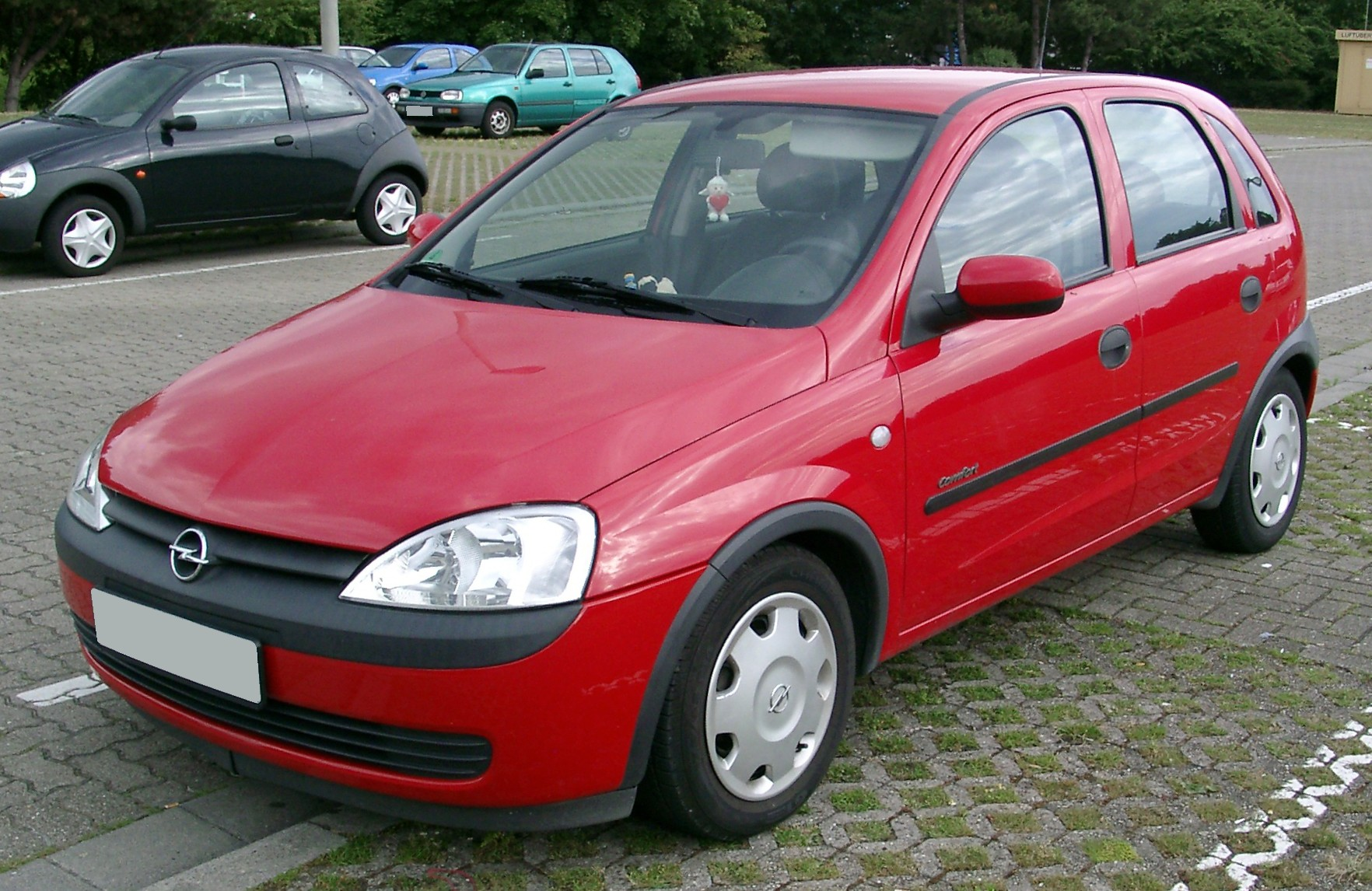
أوبل كورسا C 2000–2005
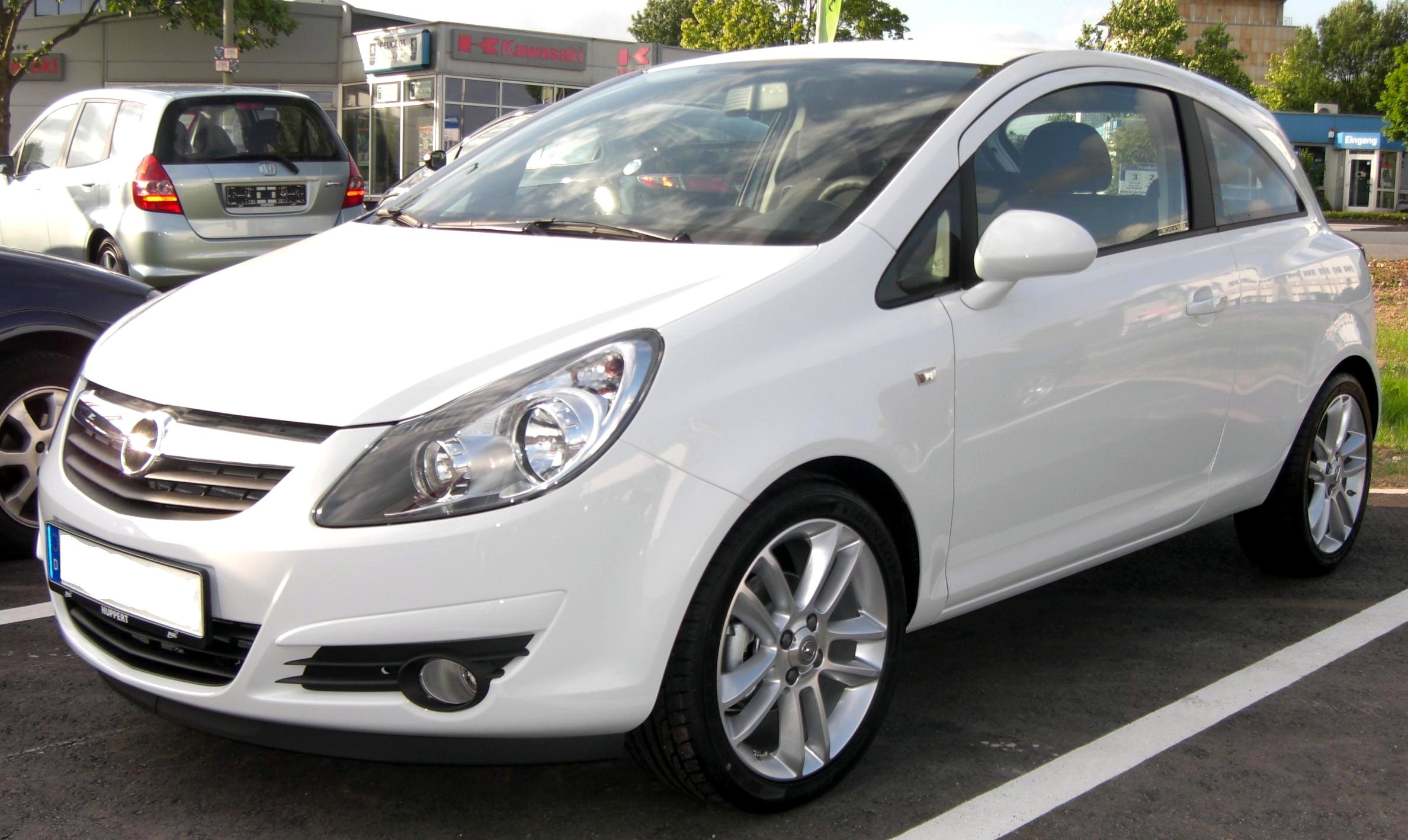
أوبل كورسا D منذ 2006

## وصلات خارجية
- تاريخ سيارة أوبل كورسا
- أوبل كورسا على الموقع الإعلامي الرسمي لأوبل
- الموقع الرسمي العالمي لأوبل كورسا